# Hochbunker Anhalter Platz

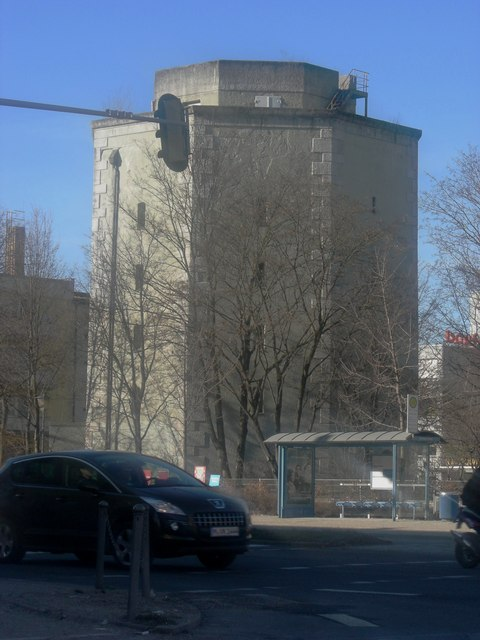
Hochbunker Anhalter Platz

Der Hochbunker Anhalter Platz ist ein Hochbunker in München am Anhalter Platz 3  im Stadtteil Am Riesenfeld.

## Beschreibung
Der Hochbunker ist im Jahr 1941, nach Plänen des städtischen Hochbauamtes (Stadtbaurat Karl Meitinger), als fünfgeschossiger Turm über achteckigem Grundriss mit horizontalem Dachabschluss und darauf einem Flakaufbau als freistehender Luftschutzbau errichtet worden. Ausgeführt hat den Bau die Bauunternehmung Kunz & Co.
Er diente als Luftschutzturm für das Gebiet um den Bahnhof Milbertshofen.